# Kênh Bo Bo
Kênh Bo Bo bắt nguồn từ một nhánh kênh ở xã Bình Thành, huyện Đức Huệ, chảy dọc theo hướng Đông Nam, qua địa bàn huyện Thủ Thừa, tỉnh Long An với phần lớn chiều dài.
Kênh Bo Bo cắt ngang rạch Cây Sơn, kênh Bà Giãi và kênh Trà Cú. Đây là nguồn cung cấp nước và tuyến giao thông thủy quan trọng của huyện.
- Chiều dài: 30 km.
- Chiều rộng: 8m.